# باغ عبدالرحیم خان
مجموعه باغ عبدالرحیم خان مربوط به دوره قاجار است و در یزد، بلوار شهید نواب صفوی، کوی رحیم آباد واقع شده و این اثر در تاریخ ۱۷ اسفند ۱۳۸۱ با شمارهٔ ثبت ۷۷۸۰ به‌عنوان یکی از آثار ملی ایران به ثبت رسیده است.